# Пісенний конкурс Євробачення 1958
Пісенний конкурс Євробачення 1958 став 3-м конкурсом пісні Євробачення. Він пройшов 12 березня 1958 року в Гілверсумі, Нідерланди. Як і минулого року участь взяло 10 країн, однак Велика Британія цього разу не брала участі. Єдиним новачком стала Швеція, а виграла конкурс Франція з піснею Dors mon amour у виконанні Андре Клаво.
Як і в 1956 році, на конкурсі не було виконано жодної пісні англійською.
Переможниця першого конкурсу Ліз Ассія брала участь в «Євробаченні» втретє, посівши друге місце. Торішня переможниця Коррі Броккен, також беручи участь втретє, зайняла лише останнє місце.
Представник Італії Доменіко Модуньо, який виступав зі згодом знаменитою піснею «Nel blu dipinto di blu» («Volare»), був змушений виконати свій номер двічі, бо під час його першого виходу на сцену в деяких країнах виникли проблеми з прийомом телесигналу.

## Формат
Журі не перебували в студії, як це було в 1956-му, а як в 1957 — залишалося у своїх країнах. Після кожної пісні журі відправляли результати голосування за допомогою телефону. Представнику Італії Доменіко Модуньо довелося виконати свою пісню двічі через проблеми з прийомом телесигналу.
Кожна країна мала по 10 суддів, кожен з яких міг віддати один голос пісні, що сподобалася.
Andre Claveau — Dors, mon amourⓘ — пісня переможця.

## Результати
| №  | Країна     | Мова                 | Виконавець       | Пісня                              | Місце | Очок |
| -- | ---------- | -------------------- | ---------------- | ---------------------------------- | ----- | ---- |
| 1  | Італія     | італійська           | Доменіко Модуньо | «Nel blu dipinto di blu»           | 3     | 13   |
| 2  | Нідерланди | нідерландська        | Коррі Броккен    | «Heel de wereld»                   | 9     | 1    |
| 3  | Франція    | французька           | Андре Клаво      | «Dors, mon amour»                  | 1     | 27   |
| 4  | Люксембург | французька           | Solange Berry    | «Un grand amour»                   | 9     | 1    |
| 5  | Швеція     | шведська             | Alice Babs       | «Lilla stjärna»                    | 4     | 10   |
| 6  | Данія      | данська              | Raquel Rastenni  | «Jeg rev et blad ud af min dagbog» | 8     | 3    |
| 7  | Бельгія    | французька           | Fud Leclerc      | «Ma petite chatte»                 | 5     | 8    |
| 8  | Німеччина  | німецька             | Margot Hielscher | «Für zwei Groschen Musik»          | 7     | 5    |
| 9  | Австрія    | німецька             | Liane Augustin   | «Die ganze Welt braucht Liebe»     | 5     | 8    |
| 10 | Швейцарія  | німецька, італійська | Ліз Ассіа        | «Giorgio»                          | 2     | 24   |

### Фінал
| Учасники | Італія     | 13 |   | 1 | 1 | - | 1 | - | 4 | 4 | 1 | 1 |
| Учасники | Нідерланди | 1  | - |   | - | - | - | - | - | - | - | 1 |
| Учасники | Франція    | 27 | 6 | - |   | 1 | 2 | 9 | 1 | 1 | 7 | - |
| Учасники | Люксембург | 1  | - | - | - |   | - | - | - | - | - | 1 |
| Учасники | Швеція     | 10 | - | 2 | - | 3 |   | - | 1 | - | - | 3 |
| Учасники | Данія      | 3  | - | 1 | 1 | - | 1 |   | - | - | - | - |
| Учасники | Бельгія    | 8  | - | - | - | - | 1 | 1 |   | 5 | - | 1 |
| Учасники | Німеччина  | 5  | - | - | 2 | - | - | - | 1 |   | 1 | 1 |
| Учасники | Австрія    | 8  | - | - | 3 | 1 | 1 | - | 1 | - |   | 2 |
| Учасники | Швейцарія  | 24 | 4 | 6 | 3 | 5 | 4 | - | 2 | - | - |   |

## Місце проведення
Гілверсум (нід. Hilversum — громада і місто в Нідерландах, на сході провінції Північна Голландія, в місцевості Ет-Хой (нід. Het Gooi). На території громади знаходиться перша телевізійна станція країни — Nederland 1.
Гілверсум складається з 15 районів: Centrum, Trompenberg, Boomberg, Nimrodpark, Hilversum-Noord (часто просто називається «За залізницею» і включає De Lieberg, Erfgooiersbuurt, Wetenschapsbuurt, Astronomische buurt), de Kerkelanden / Zeverijn, Hilversum-Zuid, Bloemenbuurt, de Schrijversbuurt, de Schildersbuurt, de Indische buurt, De Hoorneboeg, Crailo, Van Riebeeckkwartier і Hilversumse Meent. На південному заході знаходяться озерний порт і аеродром, біля нього — колишня тренувальна база Військово-Морського флоту, зараз передана медичним військам.
Хільверсюм лежить в піщаній горбистій частині Ет-Хою серед вересових пусток. Станція Хільверсюм розташована на залізничній гілці Амстердам — аеропорт Схіпгол — Амерсфорт, від якої тут відгалужується гілка на Утрехт. Крім центральної станції (нід. Hilversum (Centraal)), в межах міста розташовані також платформи Гілверсум Норд (нід. Hilversum Noord) і Гілверсум Спортпарк (нід. Hilversum Sportpark). Місто лежить поблизу перетину Емнес (нід. Eemnes) автострад А1 і А27.
Вибір місця проведення чергового Євробачення припав на студію «АВРО» (нід. Algemene Vereniging Radio Omroep)